# 哈维·卡钦斯
哈维·李·卡钦斯（英語：Harvey Lee Catchings，1951年9月2日—），美国NBA联盟前职业篮球运动员。他在1974年的NBA选秀中第3轮第6顺位被费城76人选中。